# Andrew St. John
Andrew St. John (ur. 9 lipca 1982 w Millinocket) – amerykański aktor filmowy i telewizyjny. Najlepiej znany z serialu Dzika Afryka, wyprodukowanego przez stację CW, w którym zagrał Jessego Wellera.

## Filmografia
- 2009: Assignment, The jako Billy Price
- 2009: Greek jako Nate Radcliffe
- 2008: Caretaker, The jako Topher
- 2007-2008: Dzika Afryka (Life Is Wild) jako Jesse Weller
- 2006: Zaginiona (Vanished) jako Chad Rainer
- 2006: Zabójcze umysły (Criminal Minds) jako Jeremy Collins
- 2005: CSI: Kryminalne zagadki Nowego Jorku (CSI: NY) jako Dalton
- 2005: Homefront jako Robert Buckley
- 2004: CSI: Kryminalne zagadki Miami (CSI: Miami) jako Daniel Kleiner
- 2004: Siostrzyczki (What I Like About You) jako rowerzysta
- 2003: Szpital miejski (General Hospital) jako Kyle Radcliffe
- 2003: Three Wishes